# ジーン・ポコーニ
ジーン・ポコーニ（Gene Pokorny、ジーン・ポコーニーとも表記）は、アメリカ合衆国のチューバ奏者。1988年にゲオルグ・ショルティに任命されて以来シカゴ交響楽団に所属 。イスラエル・フィルハーモニー管弦楽団、ユタ交響楽団、 セントルイス交響楽団、ロサンジェルス・フィルハーモニックでも活動 。「ジュラシック・パーク」「逃亡者」「ナイトメアー・ビフォア・クリスマス」などの映画音楽の収録にも参加。また、３枚のソロアルバムを発表している。2000年6月には、 ジョン・Ｄ・スティーブンス（en:John D. Stevens）作曲の"Journey – Concerto for Contrabass Tuba and Orchestra"をシカゴ交響楽団との共演で初演 。
2009年のマギル大学 "Brass Year Program"  や、自身の出身校であるレッドランズ大学（en:University of Relands）で毎年行われる "Pokorny Brass Seminar"など、数多くのワークショップ・レッスンを開催。
大の鉄道ファンであり、生涯を通じて三ばか大将（The Three Stooges）のファンであると自称している。

## ディスコグラフィー
- チューバ・トラックス（Tuba Tracks） (1995年)
- ビッグ・ボーイ（Big Boy） (2001年) [4]
- チューバのためのオーケストラ抜粋集（Orchestral Excerpts for Tuba） (2007年) [5]